# Ponocnica trójpręgowa
Ponocnica trójpręgowa, ponocnica, mirikina (Aotus trivirgatus) – gatunek ssaka naczelnego z rodziny ponocnicowatych (Aotidae), wcześniej zaliczana do płaksowatych. Jest jednym z nielicznych gatunków małp prowadzących nocny tryb życia. W nocy rozróżnia kolory. Żyje w monogamicznych parach.

## Taksonomia
Gatunek po raz pierwszy zgodnie z zasadami nazewnictwa binominalnego opisał w 1812 roku niemiecki przyrodnik Alexander von Humboldt, nadając mu nazwę Simia trivirgata. Miejsce typowe to lasy rzeki Casiquiare, u podnóża Cerro Duida, Amazonia, Wenezuela.
Autorzy Illustrated Checklist of the Mammals of the World uznają ten takson za gatunek monotypowy.

### Etymologia
- Aotus: gr. αωτος aōtos „bezuchy”, od negatywnego przedrostka α- a-; ους ous, ωτος ōtos „ucho”[13].
- trivirgatus: łac. tri- „trój-”, od tres „trzy”; virgatus „paskowany”, od virga „pasek, smuga”[14].

## Zasięg występowania
Ponocnica trójpręgowa występuje w południowo-środkowej Wenezueli, wschodniej Kolumbii i północnej Brazylii (na północ od rzeki Rio Negro i na wschód od rzeki Trombetas); być może jest sympatryczny z A. vociferans w niektórych częściach Kolumbii.

## Morfologia
Długość ciała (bez ogona) 30–38 cm, długość ogona 33–40 cm; masa ciała samic około 736 g, samców około 813 g. To szybkie i zwinne zwierzę. Długi ogon, pełniący podczas dalekich skoków z drzewa na drzewo rolę steru. Do nadrzewnego sposobu życia przystosowane są również ich kończyny, wyposażone w smukłe i długie palce, z których każdy może się zginać oddzielnie, zakończone krótkimi paznokciami. Kciuk jest przeciwstawny, a wszystkie palce mają poduszeczki pełniące rolę podobną do przylg u innych zwierząt. Tylne kończyny są dłuższe od przednich. Wszystko to pomaga ponocnicy w długich skokach i szybkiej wspinaczce po cienkich i wiotkich gałęziach.

## Ekologia
Poruszając się grupami rodzinnymi zajmują obszar do 9 hektarów. Po wtargnięciu innej grupy dochodzi do walki, która rozstrzyga o pozostaniu. Walki, w których biorą udział zarówno samce jak i samice, nie trwają dłużej niż 10 minut.
Ponocnice poruszają się w ciemności cicho, ale mają upodobanie do hałasowania. Wydają przeróżne dźwięki od przypominających świergot ptaków, miauczenie kota i szczekanie psa podobne do ryku jaguara. Głos służy im do utrzymywania ze sobą kontaktu w ciemnościach.
Po ciąży trwającej od 133 do 153 dni rodzi się najczęściej jedno, bardzo rzadko dwa młode. Maleństwem opiekuje się przede wszystkim ojciec, otaczając ochroną, zabawiając i przenosząc z miejsca na miejsce.
Małpy te są łagodne, łatwo się oswajają i przywiązują do swoich opiekunów. Chętnie więc hodowane są w ogrodach zoologicznych, a niekiedy nawet w mieszkaniach.

## Status zagrożenia
W Czerwonej księdze gatunków zagrożonych Międzynarodowej Unii Ochrony Przyrody i Jej Zasobów został zaliczony do kategorii LC (ang. least concern ‘najmniejszej troski’).